# 연산군
연산군(燕山君, 1476년 12월 2일 (음력 11월 7일) ~ 1506년 11월 30일 (음력 11월 6일))은 조선의 제10대 국왕(재위 : 1495년 2월 4일(1494년 음력 12월 29일) ~ 1506년 9월 28일(음력 9월 2일)이다. 성종의 맏아들로 적장자이다. 이름은 융(㦕)이며, 어머니는 폐비 윤씨이다.
재위 기간 중 무오사화를 일으켜 사림 세력을 제거하고, 갑자사화를 일으켜 폐비 윤씨의 폐위와 사사 문제에 관련된 자들을 대량 숙청하여 훈구 세력을 약화시켰다. 사림과 훈구 세력을 억누른후 사간원, 사헌부, 홍문관 등 언로를 막고 독단적인 정치를 자행하였으며, 가혹한 고문과 공포정치를 일삼았다. 그 결과 박원종, 성희안 등이 일으킨 중종반정으로 폐위되고 말았다.

## 생애

### 출생과 세자 시절
연산군은 1476년 11월 23일 (음력 11월 7일) 조선 성종의 장자이자 성종의 계비인 폐비 윤씨의 아들로 태어났다. 어릴 때 이름은 무작금(無作金)이다.
그러나 후궁이 많았던 부왕 성종과 폐비 윤씨의 관계는 원만하지 못했고, 윤씨가 성종의 얼굴에 손톱자국을 낸 것을 기회삼아 후궁들과 인수대비는 윤씨를 왕비(王妃)에서 폐하고 궁궐에서 축출한다. 
1483년(성종 14) 세자에 책봉되었고, 허침·조지서·서거정 등에게 학문을 배웠다. 성종에게는 정실 소생으로는 연산군 외에 제2계비인 정현왕후 소생 진성대군(훗날의 중종)이 태어났으나 성종이 승하할 당시에는 세자 이융의 나이가 18세였으므로 대세를 피할 수 없었다.
그는 어려서 생모인 폐비 윤씨가 아닌 계모 정현왕후의 아들인 것처럼 성장하였다. 일설에는 이후 폐비 윤씨의 소생 연산군은 정현왕후를 생모로 알고 자라다가, 성종의 묘비명과 행장을 쓸 때 폐비 윤씨의 사사 사건을 알게 되면서 갑자사화를 통해 사림파를 학살하는 원인을 제공했다는 설도 있다.
성종은 특별히 허침, 서거정, 조지서, 정여창 등에게 세자인 연산군을 가르치게 했다. 스승들 중 허침은 연산군에게 너그럽게 대하는 반면, 조지서는 정해진 대로 가르치려 하였다. 그러나 연산군은 유학 배우기를 아니 좋아하여 그 누구든 배우라고 타이르려 하면 "이제 그런 것은 잡기(雜技)이다"라며 되려 타이르려 하였다. 그는 보다 새로운 것을 원했고 그것은 유학자들의 세상이 아닌 독립적인 중앙집권국가였다. 이에 허침은 연산군의 말에 동조하면서도 정해진 것이므로 배우라고 부드럽게 권했고 조지서는 '자꾸 제 말을 안 들으시면 상감마마께 고하겠습니다'라 하여 연산군과 말다툼을 벌이기도 하였다. 이에 연산군이 벽에 '허침은 성인이고, 조지서는 소인배'라는 낙서를 하였으며 결국 연산군은 갑자사화를 이용하여 조지서를 처형했다.

### 즉위
아버지인 성종이 승하하고 왕세자의 자격으로 즉위하였다. 연산군은 즉위 초 비융사(備戎司)를 두어 병기를 만들게 하고 변경지방으로 주민을 이주시키는 한편, 녹도(鹿島)에 침공한 왜구를 격퇴하고 건주야인을 회유 또는 토벌하는 등 국방에 주력했다.
즉위 초기에는 빈민을 돕고《국조보감》 등 여러 서적을 완성시켰으며 국방도 튼튼히 하였다. 연산군은 사창·상평창·진제창(賑濟倉)을 설치하여 빈민의 어려움을 덜어주었고, 사가독서(賜暇讀書)를 부활하였으며, 또한 《경상우도지도》,《국조보감》,《동국명가집》등을 간행했고,《역대제왕시문잡저》,《속국조보감》,《여지승람》을 완성하는 등, 즉위 초에는 다수의 업적을 이룩하였다.
즉위 직후 그는 전라도 장흥도호부에서 유배생활을 하던 외할머니 장흥부부인 신씨(長興府夫人 申氏)와 외숙 윤구를 석방한다. 즉위 이듬해부터 어머니 폐비 윤씨를 왕후(王后)로 복권시키는 일을 추진한다.
그러나 사림에서는 '사후 백년간 폐비 윤씨 문제는 논외에 부친다'는 선왕의 유지(성종의 유언)를 이유로 들며 폐비 복권을 반대하였다. 이 때문에 감정이 악화된 연산군은 사림파의 제거를 추진했다.

### 즉위 이후

#### 정치 개혁
즉위 초반의 연산군은 왜인과 야인의 입구(入寇)를 의식하여 평안도와 함경도의 방비를 강화했고, 왜구의 약탈에 효율적으로 대응하기 위해 비융사(備戎司, 비변사의 전신)를 설치하고 상설 회의 개최와 병기 개량 등을 추진했다. 또한 평안도와 함경도의 성곽 개보수와 변경에로의 사민(徙民)의 이주 독려와 면세, 부역 면제 정책 등 변방이주를 장려했다. 또한 정여창, 허침 등 세자시절 스승들의 건의를 받아들여 즉위 초반에는 경연에 자주 참여하는 한편 선대부터 간행되던 《국조보감 國朝寶鑑》, 《여지승람 輿地勝覽》등의 증보, 수정을 계속하도록 지시했다.

#### 무오사화
연산군은 즉위후 《성종실록》 편찬을 명하였다. 이는 조선시대에 왕이 사망하고 새로운 왕이 즉위하면 실록청을 구성하고 전왕이 생존해 있을 때 기록한 사초를 토대로 하여 실록을 편찬하는 선례에 따른 조치였다. 그런데 1498년(연산군 4년) 음력 7월, 실록편찬의 자료인 사초(史草)중 김종직의 조의제문이 세조의 계유정난을 비난한 것이라는 이극돈, 유자광의 참소가 있었다. 이에 따라 김일손은 물론 이에 관련된 많은 사림파를 잡아들여 국문하였다. 훈구파 고관들은 이 기회를 통해 전왕 성종대에 들어 중앙정치에 대거 진입한 사림파를 일망타진 하고자 하였다.
연산군은 이미 죽은 김종직의 관을 파헤쳐 그 시체의 목을 베는 부관참시형을 집행했다. 또한 김일손·권오복(權五福)·권경유·이목·허반(許盤) 등은 간악한 파당을 이루어 선왕(先王)을 무록(誣錄)하였다는 죄를 씌워 처형하고, 강겸(姜謙)·표연말·홍한(洪澣)·정여창·강경서·이수공(李守恭)·정승조 등은 난(亂)을 고하지 않았다는 죄로 유배보냈으며, 이종준·최부(崔溥)·이원·이주(李胄)·김굉필·박한주(朴漢柱)·임희재·강백진(姜伯珍)·이계맹(李繼孟)·강혼(姜渾)·남곤· 등은 김종직의 제자로서 붕당을 이루어 『조의제문』 삽입을 방조했다는 죄로 역시 유배보냈다.
또한 김종직의 문인인 성희안, 유순정 역시 연좌하여 한직으로 좌천되는데 이들은 이때부터 연산군에게 원한을 품고 박원종의 쿠데타에 적극 동참하게 된다. 한편 어세겸·이극돈·유순·윤효손(尹孝孫)·김전 등은 수사관(修史官)으로서 문제의 사초를 보고도 보고하지 않았다는 죄로 파직되었다. 이 사건으로 말미암아 김종직, 김일손으로 대표되는 영남사림파는 몰락하였고 견제세력이 사라진 조정은 다시 훈구파의 독무대가 되었다.

#### 생모 추숭 시도와 좌절
즉위 초부터 그는 생모인 폐비 윤씨의 복권과 추숭에 대한 노력을 기울인다. 그러나 성균관과 양사에 포진한 사림파 인사들은 사후 백 년간 언급하지 말라는 성종의 유명을 내세워 연산군의 생모추숭 시도를 반대한다. 강하게 반발하던 사림의 태도에 연산군은 이들을 부정적으로 보기 시작, 정계와 연산군과의 사이에는 감정적 갈등이 일어났다. 그는 사림파 관료들의 직간(直諫)을 귀찮고 번거롭게 여겨 경연과 사헌부를 축소하는 한편 사간원, 홍문관, 예문관 등을 없애버리고, 정언 등의 언관직도 혁파 또는 감원을 했다.
또한 기타 온갖 상소와 상언·격고 등 여론과 관련되는 제도들을 대폭 축소하거나 폐지시켰다. 또한 성균관·원각사 등을 주색장으로 만들고, 불교 선종의 본산인 흥천사 등 한성부의 일부 사찰은 연회장과 마굿간으로 바꾸어버렸다. 이에 본래부터 사림파 인사들을 싫어하거나 기피하던 연산군의 성품을 본 이극돈, 임사홍 등 훈구파 재상들은 이를 교묘히 이용하여 자신들의 세력 확장 및 정쟁에 이용하려 한다.

#### 갑자사화
연산군은 재위 10년(1504년 음력 10월에 훈구파 내에서 궁중파와 부중파 간의 분란이 발생하자 이를 이용하여 어머니의 한을 풀고자 했다. 폐비 윤씨 사태를 주도했던 성종의 두 후궁(귀인 엄씨, 귀인 정씨)을 비롯하여 당시의 관련자인 훈구파·사림파 대신들을 살아 있으면 처형하고 이미 사망했으면 부관참시했다. 이 일련의 사건이 갑자사화다.
당시 사림파 일부는 성종의 유지를 주장해 폐비 복위를 반대했고, 임사홍 등 궁중파는 갑자사화를 계기로 다시 한 번 사림파를 비롯한 반대파에게 대대적인 타격을 가했다. 연산군은 이들을 이용하여 사림파를 숙청한 뒤, 폐비 문제와 직결된 이극균, 윤필상, 성준, 김굉필 등 부중파 역시 숙청한다. 이미 죽은 한명회, 정창손, 정여창 등은 부관참시되었다.
또 폐비 사태를 주도했던 두 후궁은 정씨 소생인 안양군과 봉안군을 시켜 때려 죽이고, 그 시신으로 젓갈을 담그어 산야에 버리고 아무에게도 매장하지 말라고 명하기도 했다. 또 두 왕자를 유배를 보냈다가 이듬해 죽였고, 정씨 소생의 정혜옹주와 엄씨 소생의 공신옹주는 폐서인하고 유배했다(두 사람은 중종 즉위 후 복권되었다).
당시 연산군은 인수대비(仁粹大妃)와도 크게 다투었고, 훗날 폐비 윤씨를 복위하는 문제로 재차 다투다가 당시 병으로 누워 있던 인수대비와 심각하게 다투었으며 결국 인수대비는 사망했다. 연산군은 인수대비의 초상 때에도 이일역월제(以日易月制, 또는 역월지제(易月之制), 하루를 한 달로 계산하여 삼년상 대신 25일상을 치름)라는 단상제(短喪制)를 단행하여 비판의 대상이 되기도 했다.

#### 복수
중종실록을 살펴보면, 연산군이 자신의 유흥을 사람들이 보지 못하게 하려는 목적과 사냥터를 조성할 목적으로 민가를 부수고 사람들을 멀리 쫓아내어 철거민들이 발생했다고 전하는데 이는 사실과 다르다. 실제로 연산군일기 제위 9년 11월 2일자 기사에 승지들에게 명한 것을 살펴보면, 궁 100척 이내에 민가가 있으면 불가한 것이 조선의 국법인 바 왕이 이 민가들을 철거하라 명했다. 이 때가 겨울인 것을 감안하여 민가를 철거당한 백성들에게 집터를 제공하고 큰집 중간집 작은집으로 등급을 나누어 무명 50필 30필 15필을 지급하라 명했다. 그리고 다시 명을 내려 지금이 겨울임을 감안하여 봄이 될때까지 기다려서 철거하라 하였다. 불법 민가를 철거하는데 소정의 보상급을 지급하고 장차 다시 집을 세울 터까지 제공하는 것은 폭군의 증거라 하기 어렵다.
서총대(瑞蔥臺)라는 유흥장을 만들면서 백성을 강제로 동원하고, 베를 무더기로 바치게 하여 즉 백성들의 노동력과 재산을 수탈하여 민심도 돌아서게 되었다.
1505년(연산군 11년) 음력 6월 9일 신료들이 처음으로 헌천 홍도 경문 위무(憲天弘道經文緯武)라는 존호를 올렸으나 자신에게는 과분하다고 물리친다. 그러나 마지못해 받는 듯 하면서 존호를 받아들인다.

#### 한글 사용 탄압
1504년(연산군 10년) 7월에 그의 패륜적인 행위에 대해 질책하는 한글 투서가 발견되었다. 그러자 연산군은 한글로 구결을 단 책을 불사르게 했고 이로 인해 '훈민정음 해례본'등 많은 한글 관련 책들이 소실되었다. 또한 그는 한글을 배우거나 쓰지 못하게 했다. 위반자는 '기훼제서율(棄毁制書律, 임금이 발행한 문서를 망가뜨린 죄를 다스리는 법)'을 적용하여 곤장 100대부터 참수형에 처하도록 했다. 사용하는 자를 알고도 고발하지 않은 자는 '제서유위율(制書有違律, 임금의 지시를 위반한 사람을 다스리는 법)'을 적용하여 곤장 100대를 때리라 명했다.
그런데 조정안에서 한글을 사용하는 것은 부분적으로 허용하였다. 같은해 12월 10일에는 병조 정랑 조계형에 명하여 한글로 역서를 번역하도록 했으며, 1505년 9월 15일에는 궁인의 제문을 한글로 번역하여 의녀를 시켜 읽게 했다. 1506년 5월 29일에는 "한글을 아는 여자를 각원(各院)에서 두 사람씩 뽑아 들이라"고 전교했다. 같은 해 6월 1일에는 새로 뽑혀온 흥청과 운평들이 간혹 어전에서 쓰는 존칭을 모르는 수가 있으므로, 어전에서 쓰는 말을 한글로 번역해서 인쇄하여 배포하게도 했다.

#### 직언 차단
신하들 단속에 매우 난리를 쳤는데, "입은 몸을 베는 칼이다."라는 내용의 신언패(愼言牌)[58]를 차게 하고, 총애하는 흥청의 나들이나 왕의 가마를 메는데 신하들을 동원시켰다.[59] 폐위 몇 달 전부터는 아예 사모 앞뒤로 '충(忠)', '성(成)'을 수놓게 하였다.

#### 음란 행위
왕의 음탕이 날로 심하여, 매양 족친 및 선왕의 후궁을 모아 왕이 친히 잔을 들어서 마시게 하며, 마음에 드는 사람이 있으면 장녹수가 아끼는 궁인에게 누구의 아내인지 비밀히 알아보게 하여 외워두었다가 이어 궁중에 묵게 하여 밤에 강제로 간음하며 낮에도 그랬다.
왕이 박씨로 하여금 그 집에서 세자를 봉양하게 하다가 세자가 장성하여 경복궁에 들어와 거처하게 되면서는, 왕이 박씨에게 특별히 명하여 세자를 입시(入侍)하게 하고, 드디어 간통을 한 다음 은으로 승평부 대부인이란 도장을 만들어 주었다. 어느 날 밤 왕이 박씨와 함께 자다가 꿈에 월산대군을 보고는 밉게 여겨 내관으로 하여금 한 길이나 되는 쇠막대기를 만들어 월산대군의 묘 가운데 꽂게 하였는데 우레(천둥)와 같은 소리가 들렸다.
ㅡ 《조선왕조실록》 연산군일기 12년(1506년) 6월 6일.
연산군은 신하들의 아내도 은밀히 불러다가 간음했다. 실록에서도 왕에게 아내를 바친 신하들의 명단이 기록되어 있으며 색정증도 폐비 윤씨가 사사된 순간부터 이미 고칠 가능성이 없었다.
왕의 방탕한 색정증은 아버지로부터 물려받은 태생적인 기질에 어린 시절 어머니를 잃음으로써 생긴 어머니라는 존재에 대한 심리적 의존증이 결합되어 나타난 것일 가능성이 높아보인다. 
왕비 혹은 후궁들, 궁녀들, 하다못해 자기가 뽑아들인 기생들과 해결하는 등의 합법적인 방법도 존재하는데 뒷처리도 안 하면서 궁 밖에 멀쩡히 사는 신하의 부인들을 불러들여 겁탈한다는 것은 명백히 선을 넘어버린 행동이었다. 공식적으로 조선시대 국왕의 성관계는 본인의 성욕 해결이 아닌 왕손을 남기기 위한 공무집행 성격이 강했기 때문에 왕이 갑자기 성욕이 돈다고 해서 아무때나 여자를 찾으면 안 되는 게 맞긴 한데, 왕은 어차피 아무때나 여자를 찾은 인간이었으니 기왕 그럴 거라면 최소한 뒤탈이라도 없는 여자들을 취하는 방법도 있었기 때문이다.
기생들은 고려 시대 때부터 가무악단이며 연산군과 교감을 나눈 여인은 광한선과 월하매 정도였다. 이는 반정 측에서 연산군을 깎아 내리는 수단으로 사용했었던 것으로 추정된다. 큰어머니인 월산대군의 부인 박씨를 범했다는 소문이 돌았는데 박씨는 50대의 노인이었고, 연산군은 혈기왕성한 20대의 나이였으므로 이 소문 역시 중종반정 이후 자신들의 정당성을 내세우기 위해 조작된 것이라고 할 수 있다. 연산군이 박씨와 간통을 했다는 추문이 퍼지기도 하였다. 또 연산군은 승평부부인의 당호 앞에 '大' 자를 넣어 승평부대부인이라는 도장을 만들게 하였다. 또 다른 소문으로는 이후 연산군이 박씨와 자다가 꿈에 월산대군이 나타난 것을 보고 놀라 월산대군의 묘에 긴 창을 꽂게 했다는 소리까지 있었다. 이처럼 박씨가 시조카인 연산군에게 겁탈당하였다는 소문은 당시에 파다했다. 그 뒤 박씨는 반정이 일어나기 전에 죽었다. 조선왕조실록 연산군 일기에는 당시 사람들이 이를 두고 연산군의 아이를 잉태하여 자결했다고 말한다고 기록하고 있으며 야사에선 연산군에게 성병을 옮아 자결하였다고도 한다. 그러나 이에 대해선 당시 박씨는 쉰을 넘긴 나이였으므로 아이를 가져 자결했다는 것은 있을 수 없다는 주장이 있다. 중종반정의 주모자였던 박원종이 자신의 반정을 정당화하기 위해 누이와 연산군 간의 사건을 조작하여 소문을 퍼뜨렸다거나, 불심이 깊었던 박씨가 당시 유교 사회에서 좋은 평가를 받을 수 없었다는 의견도 있다.

#### 치세 후반
연산군은 압반과 사헌부감찰 등을 동원하여 사치와 나태에 물들어있던 성균관과 사부학당의 유생들을 규찰, 감시하게 했고 또한 의정부의 정4품직인 사인, 검상, 이조와 병조의 낭관들의 관직에 문관과 무관을 번갈아가며 임명하게 함으로써 문신 관료들을 우대하는 정책을 폐지했다. 이로써 문인 관료들 사이에 경쟁을 하게 했다.
1506년(연산군 12년) 8월 그는 정무를 보좌할 때 영의정이나 삼정승이라고 해도 직함 뒤에 존칭을 생략하게 했으며, 문묘에서 공자에게 작헌례를 할 때 그의 생전의 직분은 신하였다며 제배만 하게 했다.

### 폐위와 최후

#### 폐위와 유배 생활
1506년 음력 9월 2일 성희안, 유순정, 박원종, 신윤무 등은 사전에 준비한 사병들로 거병하여, 신수근, 임사홍등 연산군의 측근들을 살해하고 궁을 장악하여 성종과 정현왕후의 아들인 진성대군을 왕으로 추대했다. 연산군은 폐위(廢位)되어 민가에 숨어있다가 체포되어 경기도 교동에 추방되었다. 이때 장녹수 등 그의 후궁들은 한성부 종로, 남대문 등에서 투석사형당하였으며 연산군의 어린 아들들도 반정군에 의해 살해당했다. 정현왕후는 처음에 주저하는 듯 하다가 바로 반정군의 요청을 수용한다.
음력 9월 2일 새벽, 궁궐의 방화를 틈타 민간복으로 변복한 뒤 말을 타고 궁궐을 빠져나온 연산군은 한성부 근처의 한 민가에 숨었으나 그를 추격한 박원종의 사병에 의해 체포되었다. 체포 즉시 압송되어 폐위(廢位)당하고 강화도로 유배되었다. 유배된 뒤 유배지의 별감과 상궁들은 그를 조롱했으나 그는 이를 묵묵히 참고 인내했다. 그러나 유배 직후 열병에 걸려서 오랫동안 고생하게 된다. 뒤이어 강화도 근처 교동도로 배소가 옮겨진다.

#### 최후
연산군이 강화도로 유배되자 그를 독살하려는 시도가 셀 수 없이 많았으나 한때 그를 동정했던 당시 강화 부사의 노력으로 독살을 모면했다. 함께 유배되었던 그의 왕자들도 사사, 처형당했다. 중종은 조카들의 나이가 어리고 형세가 고단한 점을 들어 처벌을 반대했지만, 대신들의 강력한 요청을 수용하고 말았다. 공신들은 훗날 누군가 이들 왕자들을 왕으로 추대하려는 세력이 결집될 것을 염려했기 때문이었다.
강화도에 유배되었고 다시 교동도로 이배되었다. 유배생활중 그는 폐세자 황이 사사되었다는 소식을 접하고 식음을 전폐하며 괴로워하였다. 강화군 교동도에 유배된 지 2개월 뒤인 그해 음력 11월에 역질을 앓다가 11월 6일 역질, 화병 등의 후유증으로 사망했다. 그는 숨을 거두기 직전 부인인 폐비 신씨가 보고 싶다는 말, 미안하다는 말을 남겼다고 한다.
 사망 후 민중에서는 독살설이 퍼졌다고 한다. 사망 당시 그의 나이는 향년 31세였다.

#### 장례와 제사 문제
1516년(중종 11)부터 연산군의 제사에 대한 논의가 시작됐다. 사망 직후부터 제사는 부인인 거창군부인 신씨가 지내고 있었다. 중종은 연산군의 제사를 보통 왕자군보다는 상향해서 지내야 한다는 견해를 피력했는데 연산군은 왕위에서 쫓겨나긴 했지만 한때 국왕을 지낸 사람이고, 중종과는 형제가 되는 지친(至親)이었다. 게다가 조선 왕실은 고려 국왕의 제사까지 이어지게 했으므로, 명분이나 인정으로 볼 때 연산군의 제사가 끊어지게 할 수는 없었다. 신분은 왕자군의 신분으로 하되 제사는 그보다 상향해서 치르게 하자는 것이 그의 생각이었다. 그래서 관례대로 종실 가운데 한 사람을 연산군의 후사로 세워 제사를 받들게 하려 했지만 중종은 연산군의 후사가 문제를 일으키지나 않을까 우려했다. 결국 중종은 결정을 미루었고, 사관은 '상(중종)이 폐주(연산군)의 후사가 없는 것을 슬퍼했으면, 동기간의 두터운 정으로 종실 사람을 선택해 후사를 이어가게 하고, 부박한 논의에 저지당하지 말았어야 했다.'며 중종의 우유부단한 태도를 비판했다.
1537년(중종 32) 4월에 거창군부인 신씨가 사망했다. 신씨의 장례는 왕자군 부인의 장례보다는 격이 높고 왕비 부모님의 장례보다는 낮은 수준으로 거행했다. 다시 연산군의 후사를 세우자는 논의가 있었지만 결국은 외손봉사(外孫奉祀)로 결정되었다. 연산군과 신씨 사이에는 외동딸 휘신공주 이수억(徽愼公主 李壽億)이 있었다. 공주는 처음 휘순공주(徵順公主)로 봉해졌다가 휘신공주(徽愼公主)로 작호가 변경되었다. 1503년(연산군 9) 휘신공주는 부왕 생존시 구문경(具文璟)에게 출가하여 아들 구엄(具渰)을 두었다. 구엄은 연산군의 외손봉사를 하면서 왕실로부터 많은 특혜를 받았다. 오래도록 왕실의 외척으로 예우를 받았고, 범죄를 저질러도 연산군의 제사를 끊어지게 할 수 없다는 이유로 감형의 혜택을 받는다. 그러나 구엄에게도 아들이 없었고 사망한 후 그의 외손인 이안눌이 연산군의 제사를 계승했다. 이안눌은 구엄의 친외손자는 아니었는데 이형(李泂)의 아들로 태어나 아저씨뻘 되는 이필의 양자로 입양되었고, 이필의 부인이 바로 구엄의 딸이었다. 연산군의 제사는 부인 신씨가 시작하여 외손자인 구엄에게 이어졌고, 다시 구엄의 외손자인 이안눌과 그의 후예들에게로 이어졌다.

### 사후
사망 직후 묘소는 강화도 현지에 안장되었다. 그러나 1512년 12월에 강화도에 홍수가 일어나 묘소가 침식되었고, 신씨는 이 참에 남편의 묘소를 양주 해촌(海村)으로 이장해 줄 것을 요청했다. 군부인 신씨의 요청이 받아들여져 1513년 3월에 양주군 노해면 해등촌(海等村, 지금의 서울특별시 도봉구 방학동) 의정궁주 조씨 묘소 윗편에 이장되었으며, 왕자군의 예우대로 장사됐다. 반정 세력은 명나라에 보내는 조서에 사실대로 적지 않고 연산군이 병으로 동생 중종에게 왕위를 양보했다는 거짓말도 했다.
정원이 아뢰기를,
"승습사(承襲使)·사위사(辭位使)가 가지고 갈 사목(事目)을 삼공(三公)·육조(六曹) 및 재상들이 함께 의논하여 마련하는 것이 어떠합니까?"
하니, 유순·김수동·신준·정미수·이손·김감·유자광·권균·성희안·이계남·이집(李諿)·유순정·송일 등을 불러 그들로 하여금 함께 의논하게 하였다.
유순 등이 의계(議啓)하기를,
1. 폐왕은 ‘전왕(前王)’이라 칭한다.
2. 만약 전하가 전왕의 모제(母弟)인가 여부를 물으면, 사실대로 대답한다.
3. 만약 전왕의 소재처를 물으면, 별궁에 있다고 대답한다.
4. 만약 전왕의 병 증세를 물으면, 어릴 때부터 풍현증(風眩症)이 있었는데, 세자가 죽은 뒤 애통과 상심이 정도를 지나쳐서 전의 증세가 다시 도져 심신이 안정되지 못하며, 공연히 놀라고 가슴이 두근거리며 흔미하고 현기증이 나며 방안에 깊이 거처하면서 창문도 열지 않는다고 대답한다.
5. 만약 세자의 병 증세를 물으면, 창진(瘡疹)으로 요사(夭死)하였다고 대답한다.
6. 만약 전하가 왕비를 책봉했는가 여부를 물으면 전하가 잠저 때 부인이 병으로 죽었는데 아직 왕비를 들이지 않았다고 대답한다.
7. 만약 전하의 춘추를 물으면 사실대로 대답한다.
8. 만약 강정왕(康靖王)의 아들이 몇이냐고 물으면 사실대로 대답한다.
9. 만약 전왕의 아들이 몇 사람이냐고 물으면, 다만 딸 하나가 있는데 나이가 어리다고 대답한다.
이로써 의논하여 아룁니다."
하니, 윤하(允下)하였다.
-중종 1년 9월 21일-
묘소에는 '연산군지묘'라는 석물 이외는 아무런 장식이 없다. 묘소의 관리는 현지의 관리가 담당했다.
훗날 폐위된 15대 광해군과 함께 조선시대 폐주의 한 사람으로 연산군은 성종의 제1계비인 폐비 윤씨가 폐위되기 전에 태어나 적자의 신분으로 세자에 책봉되었으나 폐위 후 후궁 소생의 왕자의 신분인 군으로 강등당했다. 조선 왕실의 족보인 《선원계보 璿源系譜》에도 묘호와 능호없이 일개 왕자의 신분으로만 기록되어 있다. 그의 재위기간의 실록 역시 실록이 아닌 《연산군일기》로 통칭되었다.
연산군이 죽은 후 강화도와 교동도에서는 부근당을 세워 무속의 신으로 숭배하였다. 강화도와 교동도의 부근당에는 후대에 병자호란 때의 임경업을 모시는 부근당과, 이회의 부인 송씨부인을 모신 부근당 외에도 연산군 내외를 모신 부근당이 존재한다. 이 중 강화도, 교동도 내에 퍼져있던 연산군 내외의 부근당은 교동읍 읍내리 민가 옆에 있는 것이 2010년대 이후에도 전한다.

## 논란과 의혹

### 흥청망청의 기원
그는 각도에 채홍사(採紅使)·채청사(採靑使) 등을 파견해서 미녀와 양마(良馬)를 구해오게 했으며, 성균관의 학생들을 몰아내고 성균관을 놀이터로 삼고, 한성부 내 각 사찰을 연회장, 유흥장으로 만드는 등 황음(荒淫)에 빠졌다. 이때 선발해 들인 흥청들과 그들의 식비, 유흥비 등으로 국가 정사가 피폐해진다 하여 흥청망국이라는 말이 나왔는데 이 말은 곧 흥청망청의 어원이 되었다.

### 고문과 가혹 행위
연산군은 고문행위에 대한 전례를 찾아서 악형을 가하여 폭군으로 기록되기도 했다. 그의 치세 중에 행해진 고문 중 대표적인 것으로는 압슬, 포락(炮烙, 단근질하기), 물구나무 후 물고문, 착흉(斮胸, 가슴을 구타), 주리 틀기, 불판을 걷게 하기, 능지처사, 촌참(寸斬, 토막토막 자르기) 등의 형벌이 있었다. 또한 사형자 혹은 이미 죽은 자의 시신을 갈아서 바람에 날려버리는 쇄골표풍(碎骨瓢風) 등도 당대에 행해진 악형이었다. 특히 무오사화와 갑자사화 등 두 차례나 큰 옥사를 일으켜 많은 사류를 희생시킨 점 때문에, 사림파의 집권 이후 폭군의 전형으로 길이 남게 되었다.

### 폐비 윤씨 사사 사건 당시
폐비 윤씨의 사사 당시 약사발을 들고 갔던 우부승지 이세좌가 집에 돌아와 이를 말하자 이세좌의 부인은 "우리 집안에 남자가 하나도 남아나지 않겠구나." 하며 한탄했다. 부인의 예언대로 연산군 치세 중 그의 일가들이 연좌되어 처형당한다.

### 25일장과 패륜 논란
1504년 그는 '이일역월제(以日易月制)'라는 단상제(短喪制)로 할머니 인수대비의 상을 하여 논란이 되었다. 연산군은 갑자사화 전부터 폐비 윤씨를 사사하는 문제를 두고 그를 강하게 대했던 할머니 인수대비를 추궁했고, 인수대비와 언쟁 중 조모의 가슴을 상 또는 머리로 들이받았다. 병을 앓던 인수대비는 그 후유증으로 병세가 악화되어 사망했다.
그런데 연산군은 할머니인 인수대비에 대한 3년상 대신 25일로 장례를 치렀다. 인수대비의 초상 중 그는 하루를 1개월로 계산해 25일만에 장례를 마쳤는데 이를 역월지제라 한다. 그의 인수대비 25일장은 능양군이 소현세자 7일상과 함께 조선이 망할 때까지 두고두고 성리학자와 선비들 사이에 지탄의 대상이 되었다.

### 배다리
배가 뒤집어 지는 것을 염려하여 한강을 건널 수 있는 부교(浮橋)를 가설한다. 배들을 이어서 놓았는데 이 배다리는 정조의 원행(園幸)에서 다시 등장하며 입구에 홍살문까지 설치하기에 이른다. 연산군 시대에 배다리는 수백척의 배들로 만들어야 하는 문제가 있어서, 그 동안에 한강 물길을 막아 한강을 중심으로 한 전국 각지로 물품의 유통을 오랜 시간 차단했다는 것이었다.

### 갑옷
연산군은 군포로 세금을 거두지 않고 칼과 갑옷을 갖추라고 하기도 하였다. 문묘를 폐쇄하려 했던 연산군은 문묘제례악에서는 목검, 목창이 사용되었지만 군복을 입고 개성에 위치한 문묘에 제사를 지내려고도 하였다. 철갑주(鐵甲胄)를 생산하는 비융사(備戎司)를 설치하기도 하였다.

### 비구니 추방
연산군은 비구니 승려들을 강제로 환속시킨다. 세종 25년 5월에도 이와 비슷하게 결혼하지 않으면 형별을 내린 전례가 있다. 정업원도 비구니 승려가 단종의 명복을 비는 절이었다. 또 연산군은 자기 아버지의 후궁들이 비구니가 되었다고 아예 그 절의 모든 비구니를 노비로 만들어 버렸다. 참고로 고려 시대에는 절에도 노비가 있었는데 조선 왕실의 비보 사찰 흥천사, 조선 태조가 창건한 흥덕사, 세조가 흥복사(興福寺)터에 지은 대원각사가 폐사된다. 이런 종교 분야와는 비교되는 모습으로 풍류를 담당한 운평(運平)이 임신을 하면 연산군은 형벌을 내렸다.

### 사관에게 풍악을 내림
연산군은 재위 기간에 자신의 사초(史草)를 열람한다. 이는 왕의 실록을 반드시 해당 왕의 사후에 작성하며, 임금은 어떠한 경우에도 자신의 실록을 열람할 수 없다는 규율을 어긴 관례였다. 객관적인 시각이 중요한 사관들에 술과 풍악을 내리기도 한다.

### 현실 한자음 서적 최초 간행
명나라 《홍무정운》의 영향을 상당히 받은 세종시대 《동국정운》에 한자음이 아닌 예로부터 한반도에서 써온 현실 한자음을 따르는 출판물들을 간행한다. 《동국정운≫은 《홍무정운》의 언어 정책을 지나치게 중시한 결과, 다분히 현실과 맞지 않은 인위적인 요소가 작용하였다.
현실 한자음이 문헌 상으로 처음 나타나는 출판물은 인수대비의 명을 받아 연산군 재위시 간행된 《육조법보단경 언해(六祖法寶壇經諺解)》이다. 이 문헌들에서부터 현실 한자음이 동국정운 한자음의 역할을 대신하기 시작하였고, 16세기 이후의 거의 모든 문헌에서는 현실 한자음만으로 한자음을 표기하게 된다.

## 가족 관계
| 조선 제10대 국왕 | 연산군 燕山君 | 출생                                              | 사망                                                       |
| 조선 제10대 국왕 | 연산군 燕山君 | 1476년 11월 23일 (음력 11월 7일) 조선 한성부 정궁 | 1506년 11월 20일 (음력 11월 6일) (29세) 조선 경기도 교동현 |

|    |                                       | 본관 | 생몰년          | 부모                                          | 비고                                          |
| -- | ------------------------------------- | ---- | --------------- | --------------------------------------------- | --------------------------------------------- |
| 부 | 성종대왕 成宗大王                     | 전주 | 1457년 - 1494년 | 덕종대왕 德宗大王 소혜왕후 한씨 昭惠王后 韓氏 | 제9대 국왕                                    |
| 모 | 폐비 윤씨 廢妃 尹氏 제헌왕후 齊獻王后 | 함안 | 1455년 - 1482년 | 윤기견 尹起畎 고령 신씨 高靈 申氏             | 성종 10년(1479년) 폐위 성종 13년(1482년) 사사 |

| 정비 |                     | 본관 | 생몰년          | 부모                                                            | 비고              |
| ---- | ------------------- | ---- | --------------- | --------------------------------------------------------------- | ----------------- |
| 정비 | 폐비 신씨 廢妃 愼氏 | 거창 | 1476년 - 1537년 | 거창부원군 신승선 居昌府院君 愼承善 중모현주 이씨 中牟縣主 李氏 | 중종반정으로 폐위 |

| 작호 | 작호                              | 이름          | 본관       | 생몰년                            | 부모                                    | 비고               |
| ---- | --------------------------------- | ------------- | ---------- | --------------------------------- | --------------------------------------- | ------------------ |
| 숙의 | 숙의 이씨 淑儀 李氏               | 정이 貞伊     | 양성       | 미상                              | 이공 李拱 이공의 첩                     |                    |
| 숙의 | 숙의 윤씨 淑儀 尹氏               |               | 해평       | 1481년 - 1568년                   | 윤훤 尹萱 부안 김씨 扶安 金氏           |                    |
| 숙의 | 숙의 곽씨 淑儀 郭氏               | 현풍          | 미상       | 곽인 郭璘 안동 권씨 安東 權氏     | 중종 17년(1522년) 이후 사망             |                    |
| 숙의 | 숙의 권씨 淑儀 權氏               | 안동          | ? - 1519년 | 권영 權齡 충주 박씨 忠州 朴氏     |                                         |                    |
| 숙의 | 숙의 민씨 淑儀 閔氏               | 여흥          | 미상       | 민효손 閔孝孫 파평 윤씨 坡平 尹氏 | 중종 14년(1519년) 이전 사망             |                    |
| 숙용 | 숙용 장씨 淑容 張氏 장녹수 張綠水 | 녹수 綠水     | 흥덕       | ? - 1506년                        | 장한필 張漢弼 미상                      | 중종반정 때 참수됨 |
| 숙용 | 숙용 전씨 淑容 田氏 전전비 田田非 | 전비 田非     | 담양       | ? - 1506년                        | 미상                                    | 중종반정 때 참수됨 |
| 숙용 | 숙용 조씨 淑容 趙氏               |               | 한양       | 미상                              | 조위 趙瑋 조위의 첩                     |                    |
| 숙원 | 숙원 최씨 淑媛 崔氏               | 보비 寶非     |            | 미상                              | 미상                                    | 황윤헌의 첩        |
| 숙원 | 숙원 장씨 淑媛 張氏               |               |            | 미상                              | 미상                                    |                    |
| 숙원 | 숙원 이씨 淑媛 李氏               |               |            | 미상                              | 미상                                    |                    |
| 숙원 | 숙원 김씨 淑媛 金氏               | 귀비 貴非     | ? - 1506년 | 중종반정 때 참수됨                | 미상                                    |                    |
| 나인 | 나인 최씨 內人 崔氏               | 전향 田香     | ? - 1504년 | 연산군 10년(1504년) 처형됨        | 미상                                    |                    |
| 나인 | 나인 內人                         | 수근비 水斤非 | ? - 1504년 | 연산군 10년(1504년) 처형됨        | 미상                                    |                    |
| 나인 | 나인 정씨 內人 鄭氏               | 금 今         | 미상       |                                   | 미상                                    |                    |
| 나인 | 나인 김씨 內人 金氏               | 숙화 淑華     | ? - 1506년 | 김의 金依 미상                    | 나주 기생 백견(白犬) 중종반정 때 참수됨 |                    |
| 기타 | 여완 월하매 麗婉 月下梅           |               | ? - 1505년 | 미상                              |                                         |                    |
| 기타 | 여원 안씨 麗媛 安氏               | 미상          |            | 미상                              |                                         |                    |
| 기타 | 장씨 張氏                         | 미상          |            | 미상                              |                                         |                    |
| 기타 | 의녀 강씨 醫女 姜氏               | 미상          | 금 今      | 미상                              |                                         |                    |

| 작호 | 작호              | 이름      | 생몰년          | 생모      | 배우자   | 비고                     |
| ---- | ----------------- | --------- | --------------- | --------- | -------- | ------------------------ |
| 1    | 원손              |           | 1494년 - 1494년 | 폐비 신씨 |          |                          |
| 2    | 폐세자 廢世子     | 황 𩔇     | 1497년 - 1506년 | 폐비 신씨 | 미혼     | 중종 원년(1506년) 사사됨 |
| 3    | 양평군 陽平君     | 인 仁     | 1498년 - 1506년 | 숙의 이씨 |          | 중종 원년(1506년) 사사됨 |
| 4    | 창녕대군 昌寧大君 | 성 誠     | 1500년 - 1506년 | 폐비 신씨 |          | 중종 원년(1506년) 사사됨 |
| 5    | 왕자              | 돈수 敦壽 | 1501년 - 1506년 | 미상      |          | 중종 원년(1506년) 사사됨 |
| 6    | 대군              | 인수 仁壽 | 1501년 - 1503년 | 폐비 신씨 |          |                          |
| 7    | 대군              |           | 1502년 - ?      | 폐비 신씨 |          |                          |
| -    | 왕자              | 총수 聰壽 | ? - 1503년      | 미상      | [ 주 2 ] |                          |
| -    | 왕자              | 영수 榮壽 | ? - 1503년      | 미상      | [ 주 2 ] |                          |
| 8    | 왕자              | 태수 泰壽 | 1506년 - 1506년 | 미상      |          |                          |

| 작호 | 작호                                | 이름       | 생몰년          | 생모      | 배우자                                                                   | 비고                |
| ---- | ----------------------------------- | ---------- | --------------- | --------- | ------------------------------------------------------------------------ | ------------------- |
| 1    | 휘신공주 徽愼公主 휘순공주 徽順公主 | 수억 壽億  | 1491년 - 1524년 | 폐비 신씨 | 능양위 구문경 綾陽尉 具文璟                                              | 중종반정으로 폐서인 |
| 2    | 공주                                |            | 생몰년 미상     | 폐비 신씨 |                                                                          |                     |
| 3    | 공주                                | 1495년 - ? |                 | 폐비 신씨 |                                                                          |                     |
| 4    | 옹주                                | 복억 福億  | 1499년 - ?      | 미상      | 미상                                                                     |                     |
| 5    | 옹주                                | 복합 福合  | 1501년 - ?      | 미상      | 미상                                                                     |                     |
| 6    | 옹주                                | 영수 靈壽  | 1502년 - ?      | 숙용 장씨 | 권한 權鷴                                                                |                     |
| 7    | 옹주                                | 정수 貞壽  | 1505년 - ?      | 미상      | 연산군의 서녀 중 한명은 신거홍(愼居弘)과 혼인하였으나 누군지 알 수 없다. |                     |
| -    | 옹주                                | 함금 咸今  | 생몰년 미상     | 정금      | 연산군의 서녀 중 한명은 신거홍(愼居弘)과 혼인하였으나 누군지 알 수 없다. |                     |
| -    | 옹주                                |            | 생몰년 미상     | 숙용 전씨 | 연산군의 서녀 중 한명은 신거홍(愼居弘)과 혼인하였으나 누군지 알 수 없다. |                     |

## 연산군이 등장한 작품
| - 《사모곡》 (TBC, 1972년 배우:김세윤) - 《설중매》 (MBC, 1984년~1985년 배우:임영규) - 《한명회》 (KBS, 1994년 배우:이민우, 아역:이동엽, 김푸름) - 《장녹수》 (KBS, 1995년 배우:유동근, 아역:주한울) - 《임꺽정》 (SBS, 1995년~1996년 배우:유인촌) - 《홍길동》 (SBS, 1998년 배우:노영국) - 《왕과 비》 (KBS, 1998년~2000년 배우:안재모, 아역:김학준) - 《여인천하》 (SBS, 2001년~2002년 배우:김양우) - 《대장금》 (MBC, 2002년~2003년 배우:정기성, 아역:원덕현) - 《왕과 나》 (SBS, 2006년~2007년 배우:정태우, 아역:정윤석) - 《인수대비》 (JTBC, 2011년~2012년 배우:진태현, 아역:김진우, 조은찬, 방태웅) - 《역적 : 백성을 훔친 도적》 (MBC, 2017년 배우:김지석, 아역: 박민수) - 《7일의 왕비》 (KBS, 2017년 배우:이동건, 아역: 안도규, 이승우) | - 신영균 - 1962년 《연산군》 - 신영균 - 1962년 《폭군 연산》 - 이대근 - 1987년 《연산군》 - 유인촌 - 1988년 《연산일기》 - 정진영 - 2004년 《왕의 남자》 - 김강우 - 2015년 《간신》 |

### 소설
- 1936년 《금삼의 피》 박종화 : 매일신보 연재(1936.3.20-12.29)

### 주해
1. ↑  1506년(연산군 12년) 2월, 정세명(丁世明)의 딸을 세자빈으로 내정하여 납징을 하였으나, 길례를 행하기 전에 중종반정이 일어나 정식으로 세자빈이 되지 못했다. 이후 정세명의 딸은 강희신(姜熙臣)의 아들과 혼인하였다.
2. ↑  폐비 신씨가 1502년 해산에 임박했다는 기록과, 1503년 총수, 영수 왕자가 잇달아 죽었다는 기록만 가지고는 총수, 영수 왕자가 폐비 신씨가 낳은 아들이라고 단정지을 수 없다.
3. ↑  휘신공주(1491년 9월 22일생)와 원손(1494년 2월 23일생)의 출생연도와 생일을 감안하면 1492년 혹은 1493년생으로 1494년 12월 이후에 사망한 것으로 보임

### 태지석
1. ↑  《왕자 강수아기씨 태지석(王子康壽阿只氏胎誌石)》
황명 홍치 11년(1498년) 11월 27일 진시(辰時)에 태어난 왕자 강수 아기씨(康壽阿只氏)의 태(胎)를 홍치 12년(1499년) 3월 17일 자시(子時)에 묻음
2. ↑  《대군 인수(麟壽)아기씨 태지석》
황명 홍치 13년(1500년) 5월 22일 미시에 태어난 대군 인수(麟壽) 아기씨의 태를 홍치 17년(1504년) 정월 29일 인시에 묻음
3. ↑  《왕자 돈수아기씨 태지(王子敦壽阿只氏胎誌)》
皇明弘治十四年二月初四日未時生王子敦壽阿只氏弘治十八年二月十九日亥時藏
황명 홍치 14년(1501년) 2월 초4일 미시(未時)에 태어난 왕자 돈수 아기씨(敦壽阿只氏) 홍치 18년(1505년) 2월 19일 해시(亥時)에 묻음
4. ↑  《대군 인수(仁壽)아기씨 태지》
황명 홍치 14년(1501년) 5월 14일 오시에 태어난 대군 인수(仁壽) 아기씨의 태를 홍치 14년(1501년) 9월 12일 축시에 묻음
5. ↑  《왕자 태수아기씨 태지(王子泰壽阿只氏胎誌)》
황명 정덕 원년(1506년) 3월 17일 인시(寅時)에 태어난 왕자 태수 아기씨(泰壽阿只氏)의 태(胎)를 정덕 원년 6월 18일 자시(子時)에 묻음
6. ↑  《세자빈의 딸 수억아기씨 태지(世子嬪女壽億阿只氏胎誌)》
황명 홍치 4년(1491년) 9월 2일 해시(亥時)에 태어난 세자빈의 딸 수억 아기씨(壽億阿只氏)의 태(胎)를 홍치 6년(1493년) 7월 5일 유시(酉時)에 묻음
7. ↑  《왕녀 복억아기씨 태지》
8. ↑  《왕녀 복합 태지석》
9. ↑  《왕녀 정수아기씨 태지(王女貞壽阿只氏胎誌)》
황명 홍치 18년(1505년) 3월 11일 유시에 태어난 왕녀 정수 아기씨의 태를 황명 홍치 18년(1505년) 5월 17일 묘시에 묻음

## 같이 보기
- 무오사화
- 폐비 윤씨
- 인수대비
- 갑자사화
- 중종반정
- 박원종
- 유순정
- 임사홍
- 유자광
- 장녹수
- 울주 언양읍성